# Marketing interactif
Le marketing interactif est une notion de marketing qui peut être définie comme une « déclinaison du marketing qui consiste à ne plus considérer le consommateur comme un élément passif, mais bien comme un partenaire potentiel avec lequel il est possible d’interagir » (d'après Jean-Marc Lehu).

## Évolution du marketing au marketing interactif
L’évolution continue de l’environnement dans lequel nous vivons ainsi que l’évolution du comportement du consommateur incite les entreprises à être rapides et réactives pour trouver de nouveaux moyens de s’adapter aux demandes en perpétuel changement des consommateurs. Ainsi, un ajustement de la stratégie marketing leur permet d’aboutir à une proposition adéquate aux besoins des consommateurs.
Autrefois, les entreprises avaient une seule préoccupation, celle de la production en très grandes quantités pour pouvoir vendre aux clients dont la demande était toujours plus importante que l’offre. Un seul message était alors diffusé auprès de tout le monde, c’est ce qu’on appelait le marketing de masse. Celui-ci n’a pas duré longtemps puisque avec l’intensification de la concurrence, l’offre est devenue plus importante que la demande et le consommateur s’est retrouvé face à plus de choix. Les entreprises devaient donc se différencier les unes des autres. Celles-ci ont commencé à segmenter le marché et à chercher à mieux connaître les consommateurs pour répondre de manière plus personnalisée à une cible précise. À partir de là, le marketing a évolué de son approche globale pour avoir une approche plus individualisée.
D’autre part, le développement important des technologies de l’information et de la communication à travers l’avènement du web et Internet au début des années 1990, a donné aux clients un pouvoir total en accédant à une offre sans frontières. D’où l’apparition de nouvelles approches du marketing adaptées au nouveau type de canal de distribution. Là, on peut parler du marketing interactif qui a transformé le client en un partenaire qui participe au processus de conception, de commercialisation et de communication de ses produits. Tixier (1987, 1989) envisage même une prise de pouvoir de l’échange marchand par le consommateur.

## Définitions
Les auteurs ayant travaillé sur la définition de l’interactivité en marketing « semblent ne s’accorder que sur trois points : la difficulté à définir l’interactivité, systématiquement présentée comme un contexte complexe, la grande diversité des définitions, et l’opportunité que représente l’interactivité pour le marketing ». Cependant, deux définitions, jugées pertinentes et qui, à la fois, se différencient et se complètent, ont été choisies.
Selon Jean-Marc Lehu dans son encyclopédie du marketing, le marketing interactif est une « déclinaison du marketing qui consiste à ne plus considérer le consommateur comme un élément passif, mais bien comme un partenaire potentiel avec lequel il est possible d’interagir ».
Haübl et Trifts (2000) qualifient, quant à eux, l’interactivité de « construit multidimensionnel, dont les aspects essentiels incluent la réciprocité dans l’échange d’information, la disponibilité d’information à la demande, la contingence de réponse, la personnalisation du contenu, et le feed-back en temps réel ».

## Différentes formes d’interactivités
À la suite de l'examen de la littérature ب
concernant l’interactivité en marketing et des différentes définitions explicitées par les auteurs ayant travaillé sur le sujet, Stenger identifie quatre formes fondamentales d’interactivité : technicienne, informationnelle, descriptive et constructive. Ces quatre formes s’inscrivent soit dans une problématique communicationnelle, en grande majorité (communication interactive) soit décisionnelle (dans le cas d’aide à la décision d’achat).
La première forme d’interactivité, qualifiée d'interactivité technicienne, correspond à la conception de l’interactivité en tant que dimension technique des environnements multimédia et est donc centrée sur les propriétés, critères, composantes et conditions techniques de certains dispositifs de communication.
La deuxième forme d’interactivité est l’interactivité informationnelle (ou conversationnelle). Cette forme renvoie dans un premier temps à une conception personnalisée de la relation client basée sur le stockage et l’exploitation de bases de données client. Cependant, cette forme associe également une conception conversationnelle de l’interactivité qui renvoie au dialogue entre le « marketeur » et le client. Cette conception suppose l’établissement d’une véritable communication bilatérale entre ces deux acteurs du marketing ainsi qu’une participation plus intense du consommateur (client) dans le processus d’échange.
L’interactivité descriptive (troisième forme) est un mécanisme répété d’acquisition d’informations, selon un système de préférences défini préalablement, qui vise à décrire et exhiber une fonction d’utilité préexistante pour proposer et en déduire une réponse en conséquence. Cette forme d’interactivité permet à un acheteur compétent, disposant d’une structure de préférence préétablie, de lui fournir une aide à la décision d’achat en ligne.
La quatrième forme d’interactivité, nommé interactivité constructive, est également un système interactif d’aide à la décision. L’approche est cependant différente de l’interactivité descriptive puisqu’elle laisse la possibilité au décideur de découvrir quelles sont ses préférences et ses buts en fonction des produits disponibles et de faire évoluer sa structure de préférence. Dans ce cas, c’est l’acheteur qui construit lui-même son modèle.
L’interactivité est bien souvent résumée à son aspect communicationnel alors qu’elle ne peut pas être réduite à un simple échange d’informations ou aux caractéristiques techniques du dispositif de communication et à ses participants. En effet, l’interactivité est également un processus de co-construction qui en fait un outil d’aide à la décision d’achat.

## Outils interactifs
De nouveaux outils sont maintenant utilisés par les marketeurs permettant une interactivité avec le client. S’il y a plusieurs médias admettant l’interactivité, Internet recueille l’essentiel de l’attention. L’avènement du web et d’Internet a favorisé la mise en place de relations personnalisées et directes avec les consommateurs. Ceux-ci ne sont plus des récepteurs passifs mais sont actifs lors de la recherche d’informations. Évoquons dans un premier temps les sites web des entreprises, essentiels pour les consommateurs qui y consacrent maintenant beaucoup de temps pour rechercher les produits qu’ils veulent. La principale caractéristique est la présence d’outils interactifs d’aide à la décision d’achat qui facilitent la recherche et amène les consommateurs à la décision d’achat plus rapidement.
Ces outils sont :
- Le tri : c’est un type d’outil qui permet au consommateur de trier les produits selon différents critères par exemple par pays, par zone géographique, par couleur, sexe… etc.
- Le classement : ici on avance dans l’aide à la décision en proposant de classer les produits par ordre, par exemple pour le prix en choisissant du moins cher au plus cher.
- La comparaison : elle donne la possibilité de comparer plusieurs produits similaires selon une base multicritère, en comparant les différents attributs du produit et non seulement le prix.
- La recommandation : c’est l’outil le plus personnalisé, permettant, selon des informations enregistrées et codées dans une base de données, de proposer au client des produits qui correspondent à ses goûts ou alors de lui proposer des produits similaires. Cet outil repose sur un algorithme ou indice de similarité.

En addition à ces outils d’aide à la décision d’achat en ligne, le consommateur trouve sur les sites web des espaces interactifs dédiés pour communiquer et interagir avec l’entreprise à travers des blogs, des formulaires de contact ou des espaces de chat.
Il existe également l’emailing. La performance de cet outil réside dans son instantanéité et son interactivité. Maintenant les entreprises envoient des emails personnalisés à leurs clients avec leur nom, prénom et avec les produits qui les intéressent. Par un seul clic, le client est redirigé vers le site de l’entreprise où il peut naviguer et acheter ce qu’il veut. Cet outil augmente la notoriété des marques et fidélise les clients qui se sentent en relation directe avec les entreprises.
Finalement, on peut parler d’outils de plus en plus utilisés par les entreprises que sont les réseaux sociaux. Aujourd’hui, une grande majorité des entreprises souhaitent être présentes sur les réseaux sociaux (Facebook, Twitter…) pour être proches des clients. C’est un outil qui permet une grande interactivité entre l’internaute/client et l’entreprise en créant un dialogue entre les deux. C’est ce que dit le client qui est le plus important sur ces plateformes.

## Avantages et limites du marketing interactif
Tous ces outils et techniques possèdent de nombreux avantages du point de vue des entreprises. En effet, quand le marketing interactif est utilisé à bon escient, il se révèle très efficace. Que cela soit pour l’interactivité descriptive avec les outils interactifs d’aide à la décision ou l’interactivité informationnelle via les formulaires de contact et les réseaux sociaux, il agit réellement sur les personnes. Le marketing interactif aura une réelle influence dans les comportements d’achat et sur l’image de marque.
En effet, ces outils donnent à l’entreprise un contact direct avec ses clients. Cela peut amener à créer une véritable relation privilégiée. La présence sur les réseaux sociaux offre une grande réactivité à l’entreprise pour communiquer. Pour ce qui est des outils d’aide à la décision, cela permet à l’entreprise d’être plus pertinente dans son offre au client. En plus de cela, c’est le parcours client sur le site qui va s’avérer plus efficace. Via un parcours client plus pertinent et des outils de recommandation ou de suggestion, le marketing interactif va augmenter le montant du panier moyen. C’est donc un outil d’augmentation de chiffre d’affaires non négligeable.
Cependant, il existe quelques limites à ces techniques. En effet, on peut observer une certaine lassitude de la part des consommateurs face à certaines techniques. Les e-mailings ne sont pas toujours aussi efficaces, c’est la qualité du ciblage qui va les rendre utiles. L’interactivité est encore trop limitée dans ce cas car le client ne joue pas un rôle prédominant. En outre, on assiste à une overdose d’e-mailing chez les consommateurs.
Pour ce qui est des formulaires de contact, espaces de chat et blogs, ils sont souvent trop lents ou pas toujours efficaces. Pour que cela fonctionne, cela nécessite un vrai investissement physique et financier dans un service client et un suivi sérieux est indispensable.
Les réseaux sociaux nécessitent un certain ton particulier. Il faut une vraie compétence pour communiquer sur cette plateforme, on ne s’adresse pas de la même façon sur les réseaux sociaux que sur d’autres médias. La forme va être différente et le fond du message aussi. Cela implique donc une réactivité de la part des marques, une communication juste et efficace et un vrai échange entre marques et internautes. Si ce n’est pas le cas, ce marketing interactif ne sera d’aucune utilité. Il est important de noter que les réseaux sociaux ne conviennent pas à toutes les entreprises. Certaines n’ont pas leur place ou n’ont pas d’intérêt à être présentes sur ces réseaux.